# 小川和纱
小川和纱（日语：／ Ogawa Kazusa，1997年2月16日—），日本女子柔道运动员。她曾代表日本参加2020年夏季残疾人奥林匹克运动会柔道比赛，获得女子70公斤级铜牌。